# Jerdova, Brovarî
Jerdova (în ucraineană Жердова) este localitatea de reședință a comunei Jerdova din raionul Brovarî, regiunea Kiev, Ucraina.

## Demografie
Componența lingvistică a localității Jerdova
     Ucraineană (96,28%)
     Rusă (3,44%)
Conform recensământului din 2001, majoritatea populației localității Jerdova era vorbitoare de ucraineană (96,28%), existând în minoritate și vorbitori de rusă (3,44%).